# Knooppunt Slivnica
Knooppunt Slivnica (Sloveens: Razcep Slivnica) is een knooppunt in Slovenië ten noordoosten van de stad Maribor. Op het knooppunt kruist de A1 naar Graz en Ljubljana met de A4 naar Ptuj. Daarnaast is er een aansluiting op de R430, de oude hoofdweg tussen Maribor en Celje.
| Aansluitende wegen | Aansluitende wegen | Aansluitende wegen    | Aansluitende wegen | Aansluitende wegen    |
| ------------------ | ------------------ | --------------------- | ------------------ | --------------------- |
|                    |                    | 430 richting Maribor  |                    | A1 richting Ljubljana |
|                    |                    |                       |                    |                       |
|                    |                    |                       |                    |                       |
|                    |                    |                       |                    |                       |
|                    |                    | A1 richting Ljubljana |                    | A4 richting Ptuj      |

Dolga Vas · 
Dragučova · 
Draženci · 
Gabrk · 
Koseze · 
Kozarje · 
Malence · 
Nanos · 
Slavček · 
Slivnica · 
Srmin · 
Zadobrova